# Gunung Dasan
Gunung Dasan är ett berg i Indonesien.   Det ligger i provinsen Aceh, i den västra delen av landet, 1 400 km nordväst om huvudstaden Jakarta. Toppen på Gunung Dasan är 369 meter över havet, eller 197 meter över den omgivande terrängen. Bredden vid basen är 6,2 km.
Terrängen runt Gunung Dasan är kuperad åt nordost, men åt sydväst är den platt.  Trakten runt Gunung Dasan är nära nog obefolkad, med mindre än två invånare per kvadratkilometer. I omgivningarna runt Gunung Dasan växer i huvudsak städsegrön lövskog.